# Parque de los ciervos

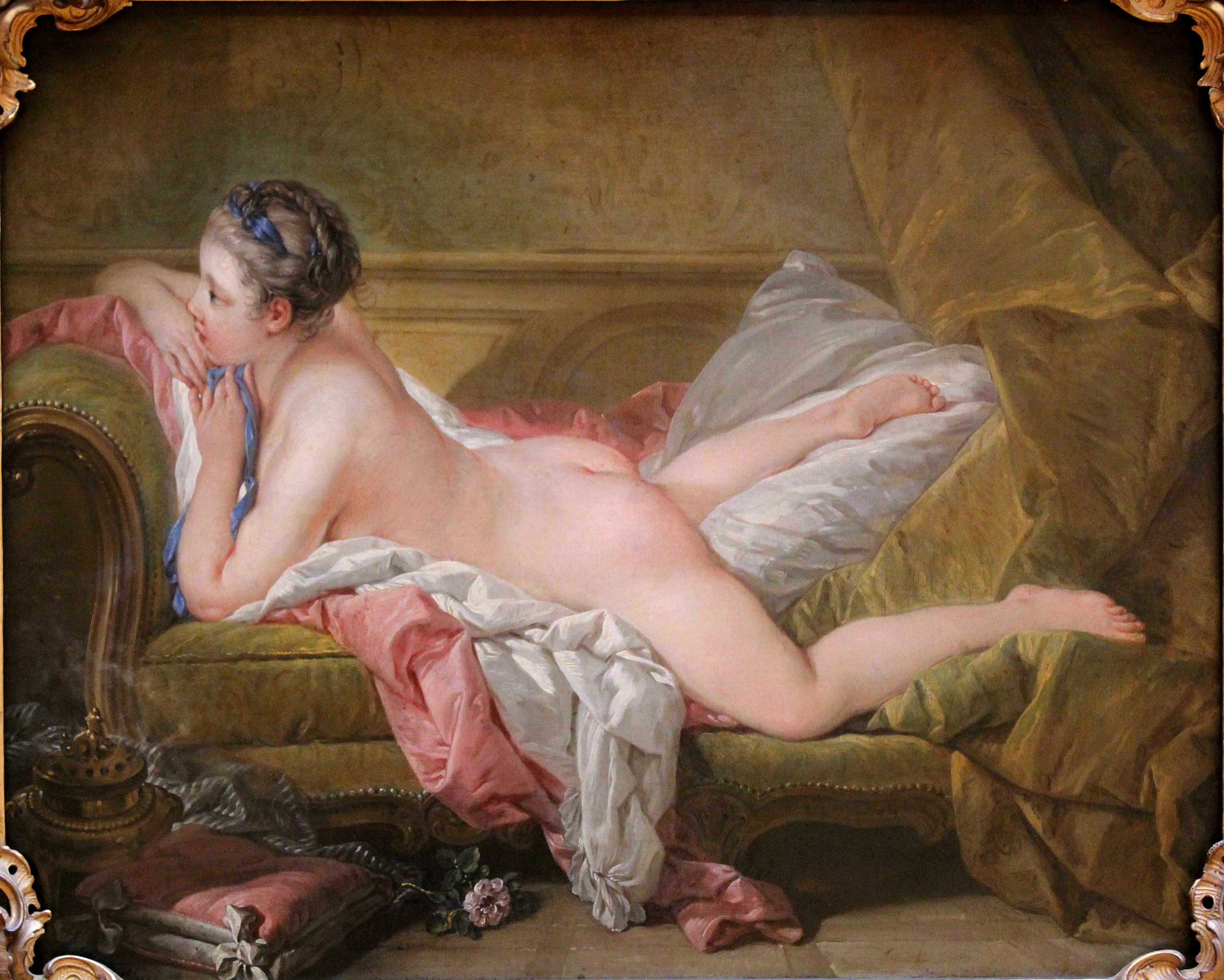
Una «residente» del Parque de los ciervos, Marie-Louise O'Murphy, por François Boucher.

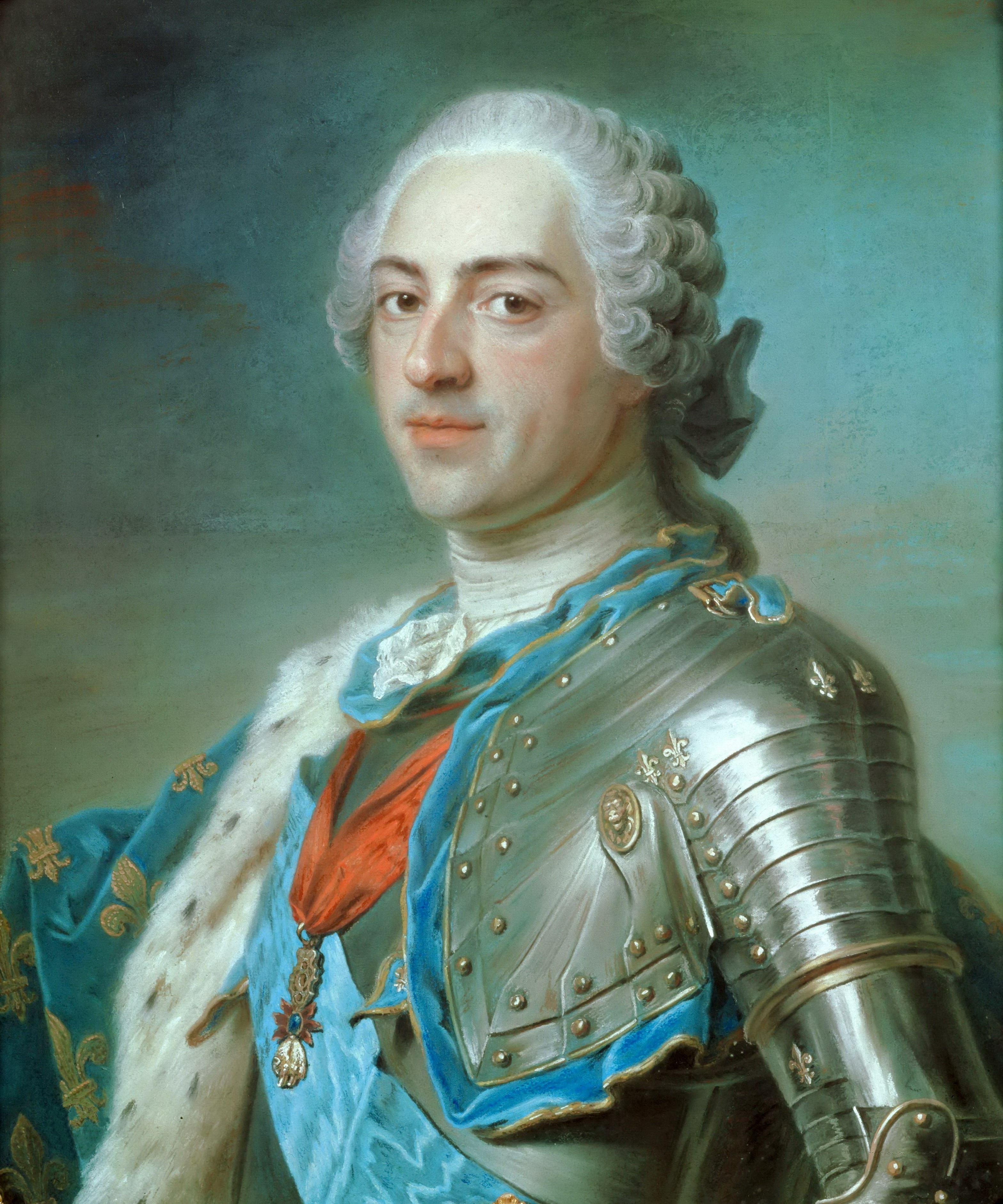
Luis XV.

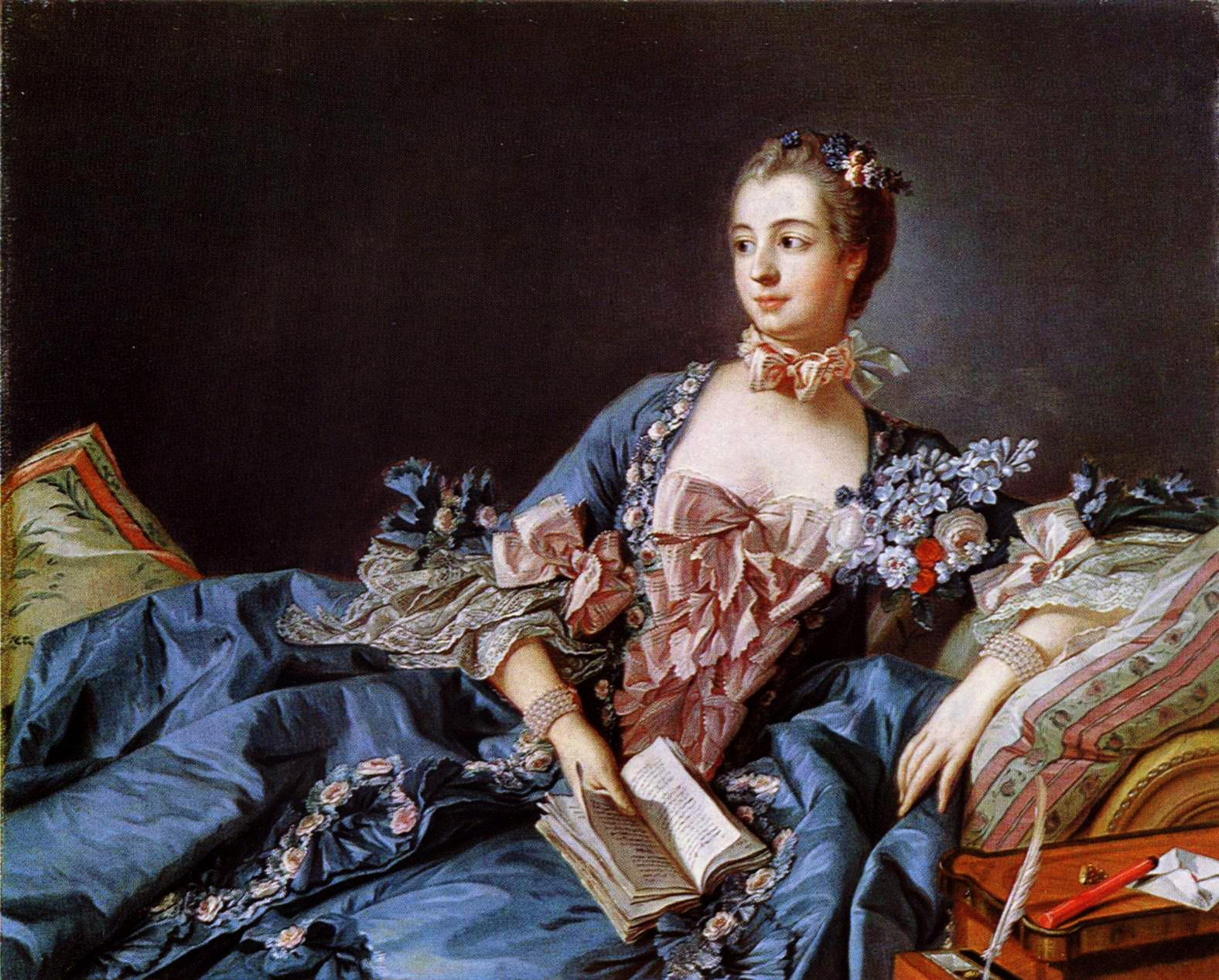
Madame de Pompadour.

Parque de los ciervos (en francés: Parc-aux-cerfs) es el nombre dado a un barrio de la ciudad de Versalles durante el reinado de Luis XV. El nombre original del barrio era Saint-Louis, por la iglesia del mismo nombre ubicada en él, y fue creado en tiempos de Luis XIV para albergar a los oficiales reales, alojando también a muchos músicos. Es probable que el nombre «Parc-aux-cerfs» se deba a que en tiempos de Luis XIII ese sitio era destinado por el rey para la caza de ciervos. El barrio lindaba por el norte con la calle de Tournelles, por el oeste con la calle de Satory y las tapias de la Huerta del rey, y por el sur y el este con el bosque de la Butte-Gobert.
Madame de Pompadour, favorita de Luis XV, después de terminar sus relaciones íntimas con el rey en 1753, instaló en una casa de este barrio a un grupo variable de mujeres a menudo muy jóvenes, mantenidas allí para satisfacer los deseos del rey. Al principio las mujeres destinadas a este fin eran las viudas de los oficiales caídos. Posteriormente fueron concubinas escogidas expresamente, por lo general entre los 14 y los 16 años. Luis XV ya solo mantenía relaciones con cortesanas muy jóvenes porque tenía miedo de poder contraer la sífilis. Mme. de Pompadour se ocupó de que ninguna de estas concubinas se convirtiese en su rival o tomase ascendiente sobre el rey. Muchas de estas muchachas tuvieron hijos con Luis XV, por lo que a veces eran casadas con un miembro del Ejército Real que asumía la paternidad del niño, aunque en la mayoría de los casos los hijos de esas uniones eran llevados a hospicios o conventos.
En promedio llegaban  dos muchachas a la semana (una estimación baja), para luego abandonarla y dar paso a otras dos, lo que equivale a casi 1000 mujeres en el transcurso de diez años. Así, el costo total para el erario público durante este período habría rondado los más de mil millones de libras. El rey tenía un funcionario encargado de los placeres, el Intendant des Menus Plaisirs, a cuyo cargo estaba, entre otras cosas, organizar los encuentros íntimos con las concubinas, lo que incluía tener la mejor comida y los mejores vinos a disposición del rey y de los amigos íntimos a los que invitaba a las fiestas y orgías en la finca.
René Louis de Voyer de Paulmy, segundo marqués d'Argenson, quien fuera ministro de Estado, escribió:

El rey aprecia la naturaleza, y ha añadido nuevas niñas, traídas de París. Él se enorgullece de tomar a las p... de quince años. Hace unos días trajo a una pequeña de esa edad, vestida con harapos, y en seguida se la llevó a la cama. Pero es importante que esas pequeñas criaturas se comporten con sumisión y no hagan nada en contra de la voluntad de Su Majestad. El señor Lebel, gran proveedor, está a mi lado y aún no sabe que le sobrevendrá la desgracia...
20 de febrero de 1756.

Entre las concubinas del Parque de los ciervos figuraba la «belle O'Morphy», quien fue pintada por François Boucher y de la que Giacomo Casanova afirma, en su Historia de mi vida, haber sido capaz de disfrutar hábilmente, incluso para entregarla virgen al rey. Parece que Madame du Barry también pasó por el Parque de los ciervos antes de convertirse en favorita oficial. Algunas pinturas de Boucher que decoraban las estancias fueron mandadas destruir por Luis XVI, pero el ministro Maupeou las rescató.
Para la imaginación popular en Francia se ha convertido en lugar común la expresión «Parc-aux-cerfs» para referirse a un burdel. La propaganda anti-realista y devota la utilizó luego para presentar a Luis XV como un tirano libertino, lo que sin duda era.

## Biografía
- Joseph Valynseele, Les Enfants naturels de Louis XV: étude critique, biographie, descendance avec de nombreux documents inédits, éditeur: Paris: Centre d’études et de recherches historiques, 1953, 343, 25 cm. (en francés).